# Juillet 1798

## Événements

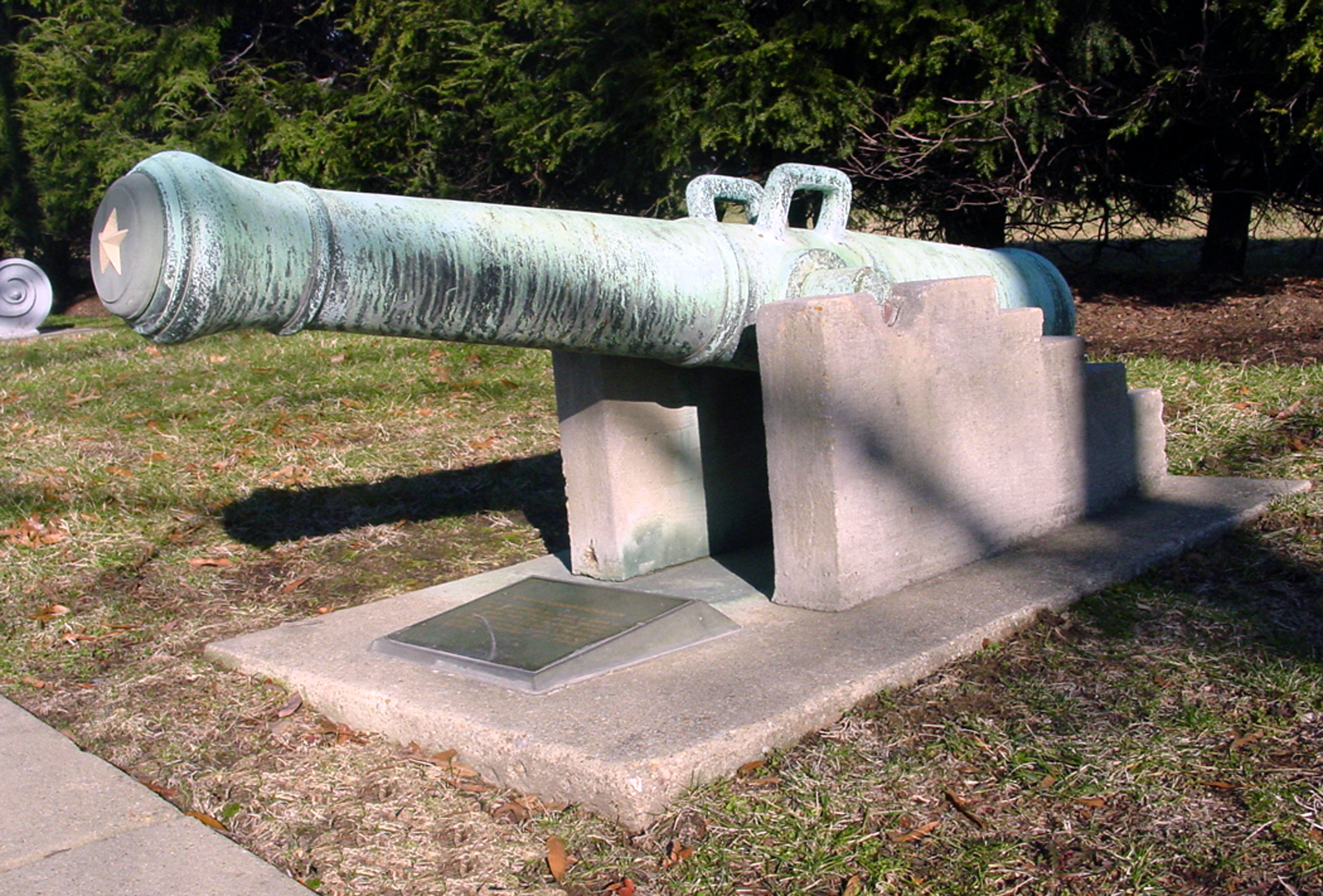
La première prise de guerre américaine est un canon français capturé pendant la quasi-guerre. Ce canon est exposé au U.S. Navy Museum à Washington.

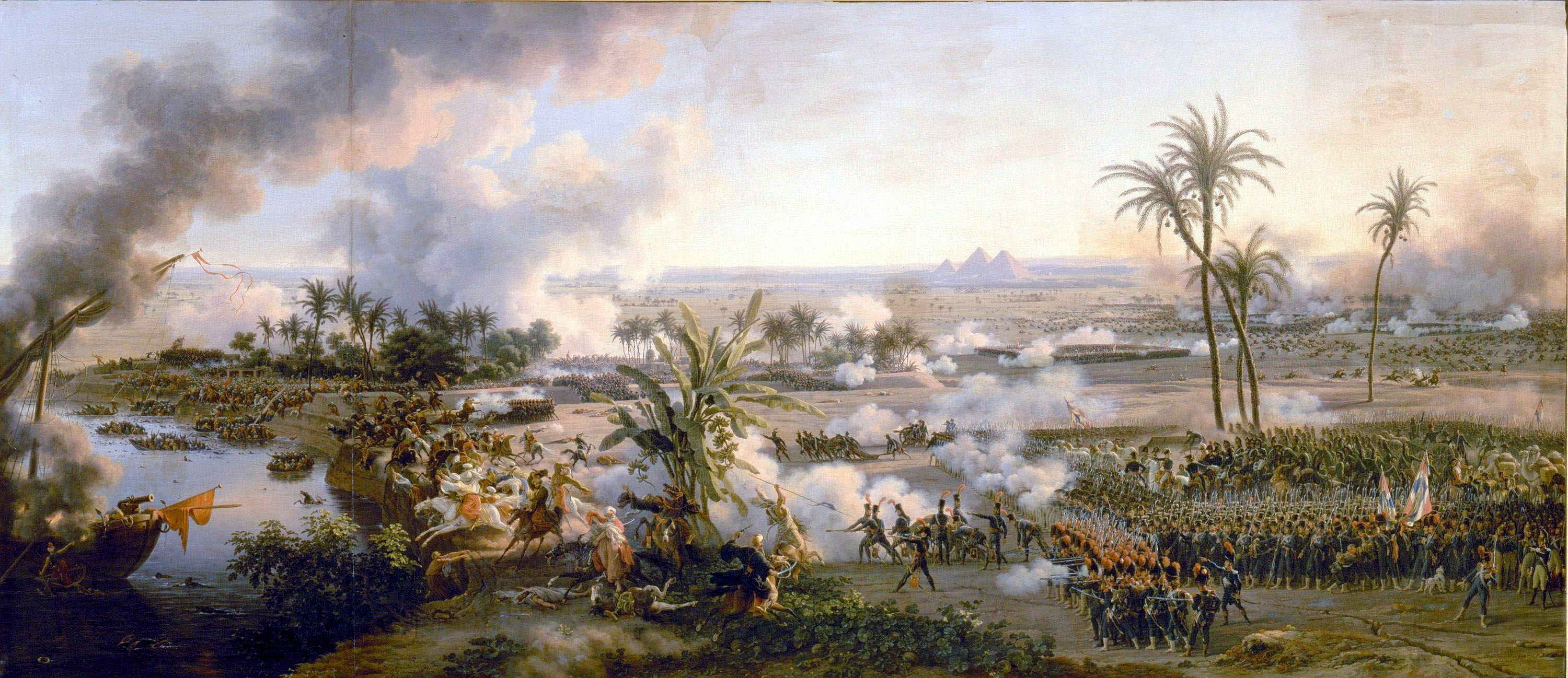
21 juillet : bataille des Pyramides

- 1er juillet : début de la campagne de Bonaparte en Égypte dans le but de menacer la Grande-Bretagne en Méditerranée orientale et de la couper de la route des Indes, mais aussi d’éloigner Bonaparte dont la popularité inquiète le Directoire. Elle était partie de Toulon en mai dans le plus grand secret.
  - Débarquement de Napoléon Bonaparte en Égypte[1]. Deux beys, Mourad et Ibrahim, se partagent le pouvoir dans le pays.

- 2 juillet : prise d'Alexandrie[2].

- 3 juillet : départ de Tete d’une expédition dirigée par Francisco José de Lacerda e Almeida pour tenter de relier l’Angola au Mozambique ; après la mort de Lacerda le 18 octobre, l’expédition rebrousse chemin en juillet 1799 et est de retour à Tete le 22 novembre suivant[3].

- 6 juillet, États-Unis : vote de la loi sur les ennemis étrangers qui autorise le président à appréhender et expulser les étrangers résidents si leurs pays d'origine sont en guerre avec les États-Unis d'Amérique.

- 7 juillet : le Congrès dénonce le traité d'alliance de 1778 avec la France. Début de la quasi-guerre des États-Unis contre la France pour des raisons économiques[4].

- 11 juillet : John Adams (président des États-Unis) signe la loi (re)créant le United States Marine Corps, les troupes de débarquement de la Marine américaine.

- 13 juillet : bataille de Chebreiss.

- 14 juillet, États-Unis : vote de la loi de sédition qui fait un crime d'éditer des "écrits faux, scandaleux, et malveillant" contre le gouvernement ou ses fonctionnaires.

- 16 juillet, États-Unis : vote de la loi sur le soulagement des marins malades et handicapés, créant le Marine Hospital Service, ce qui entrainera la création de l'United States Public Health Service Commissioned Corps devenu United States Department of Health and Human Services

- 21 juillet :
  - France : à Boulogne-sur-Mer, vente à l'encan[5] de la cathédrale, du palais épiscopal et des dépendances pour la somme de 510 000 francs. Tout sera démoli pierre à pierre par les adjudicateurs.
  - Bonaparte bat les Mamelouks de Mourad Bey en Égypte à la bataille des Pyramides[2].

- 23 juillet : prise du Caire[2].

## Naissances
- 11 juillet : Paolo Savi (mort en 1871), géologue, ornithologue et entomologiste italien.
- 14 juillet : François Mêlier, professeur de médecine français († 16 septembre 1866).
- 29 juillet : Carl Blechen, peintre allemand († 23 juillet 1840).